# Uzoma Asagwara
Uzoma Asagwara naît le 23 septembre 1984 à Winnipeg, de parents d'origine nigériane, et est une personnalité politique canadienne non binaire, membre du Nouveau Parti démocratique du Manitoba.
Uzoma Asagwara est élu.e à l'Assemblée législative du Manitoba lors des élections générales manitobaines de 2019 et représente la circonscription électorale de Gare-Union Station. 

## Biographie
Uzoma Asagwara naît le 23 septembre 1984 à Winnipeg de parents ayant immigrés à la fin des années 1970 en provenance de Umuahia au Nigéria.

### Débuts et carrière politique
Avant son élection, Uzoma Asagwara travaille comme personnel soignant psychiatrique spécialisé dans la santé mentale et la toxicomanie chez les adolescents et adultes. Uzoma Asagwara a une longue expérience dans le militantisme communautaire, l'enseignement, l'entrepreneuriat et la défense de la santé mentale et est actuellement membre du conseil d'administration de la Women's Health Clinic. Uzoma Asagwara est également membre de l'équipe canadienne féminine de basket-ball et agit comme mentor pour les jeunes athlètes du centre-ville de Winnipeg. 
En 2014, Uzoma Asagwara fonde Queer People of Color Winnipeg, une initiative basée à Winnipeg qui crée des espaces plus sûrs et augmente la visibilité et la représentation des personnes racisées queer et transgenres. 
Uzoma Asagwara, Jamie Moses et Audrey Gordon sont les trois premier.ère.s député.e.s afro-canadien.ne.s élu.e.s dans la province de Manitoba. Uzoma Asagwara est également la première personne queer et non binaire noire à obtenir un siège en tant que membre d'une législature du Manitoba en se faisant élire à l'Assemblée législative du Manitoba lors des élections générales manitobaines de 2019